# Watermolen van Elene
De watermolen van Elene is een voormalige watermolen op de Molenbeek in Elene, deelgemeente van de Belgische stad Zottegem. De molen en de verbouwde molenaarswoning bestaan uit baksteenbouw met verwerking van natuursteen, afgedekt met een zadeldak van Vlaamse pannen. De watermolen is een bovenslagmolen met ingebouwd metalen rad. In de voormalige watermolen is nu een horecazaak gevestigd. Rond de voormalige molenvijver werd de groene ontmoetingsplek Molenwaterparkje gecreëerd .
Op 26 april 1640 verkreeg Valentijn de Lannoy, heer van Elene en Leeuwergem, toelating om aan de kerkvijver van Elene (op dezelfde plaats van een vroegere oliemolen die rond 1400 al vermeld werd als olymeulen) een korenwatermolen te bouwen. De watermolen werd in 1642 en 1643 gebouwd. Het molenwerk werd gebouwd door Gillis en Pieter De Cocq, de smid Valerius Troublin en de Gentse ijzerhandelaar Jacques Schamp zorgden voor het ijzerwerk. Het plankenhout werd in Sint-Goriks-Oudenhove gezaagd door Jacques Demarez uit olmenbomen, gekapt in het Leeuwergembos. De eerste molenaar was Arent (Arnout) Bombeke: zijn pacht begon op 1 december 1643. 
In 1973 werd het hele complex grondig verbouwd, de watermolen werd gedeeltelijk ontmanteld en ingericht als restaurant “De Molenhoeve”. In 1984 nam het stel Collewet – Kusseler het restaurant over. De naam van het restaurant veranderde nadien tot “Bistro Alain” en later de naam “In den Groenen Hond”. Sinds 2025 is “Grand Café El Molino” er gevestigd.

## Afbeeldingen

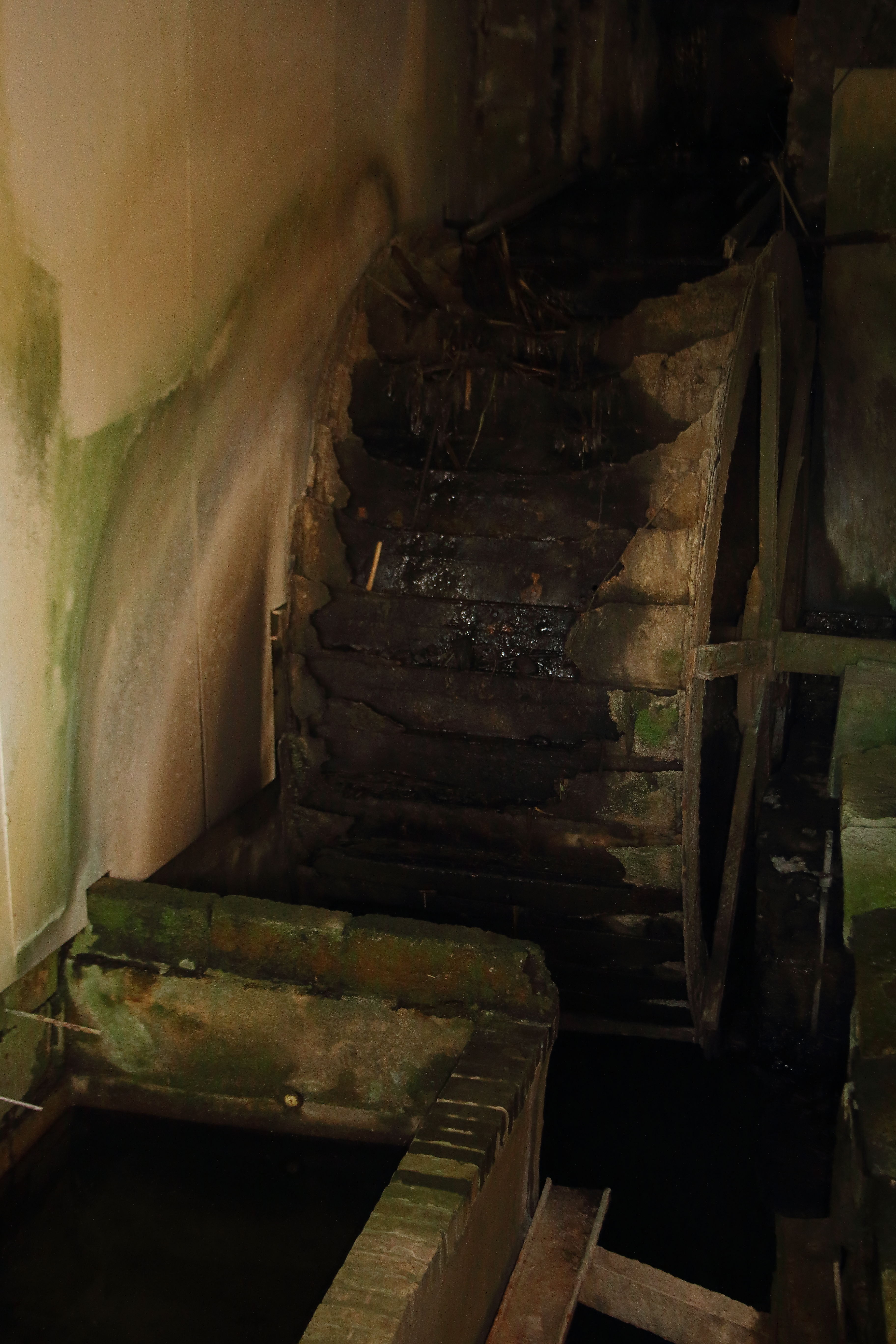
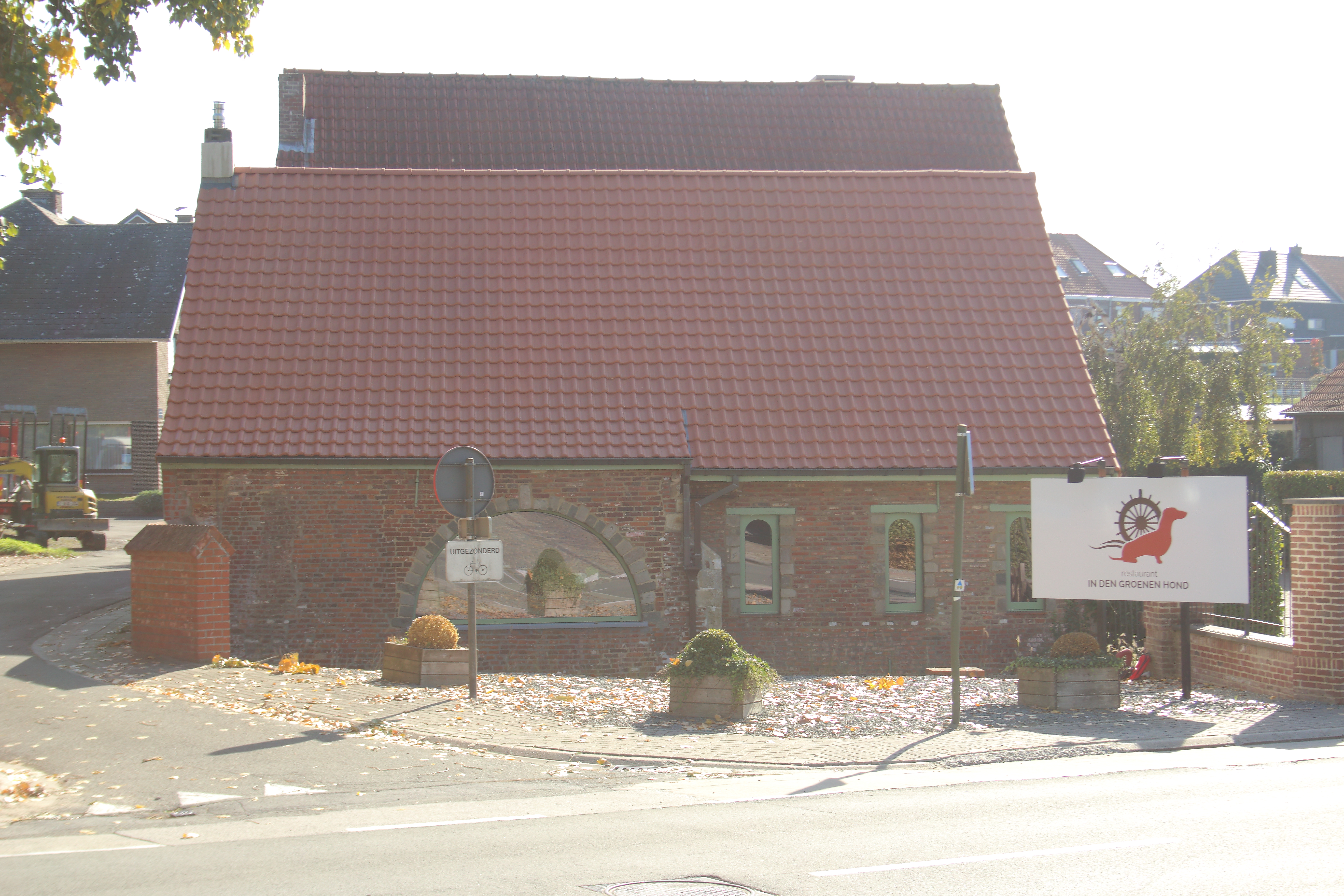
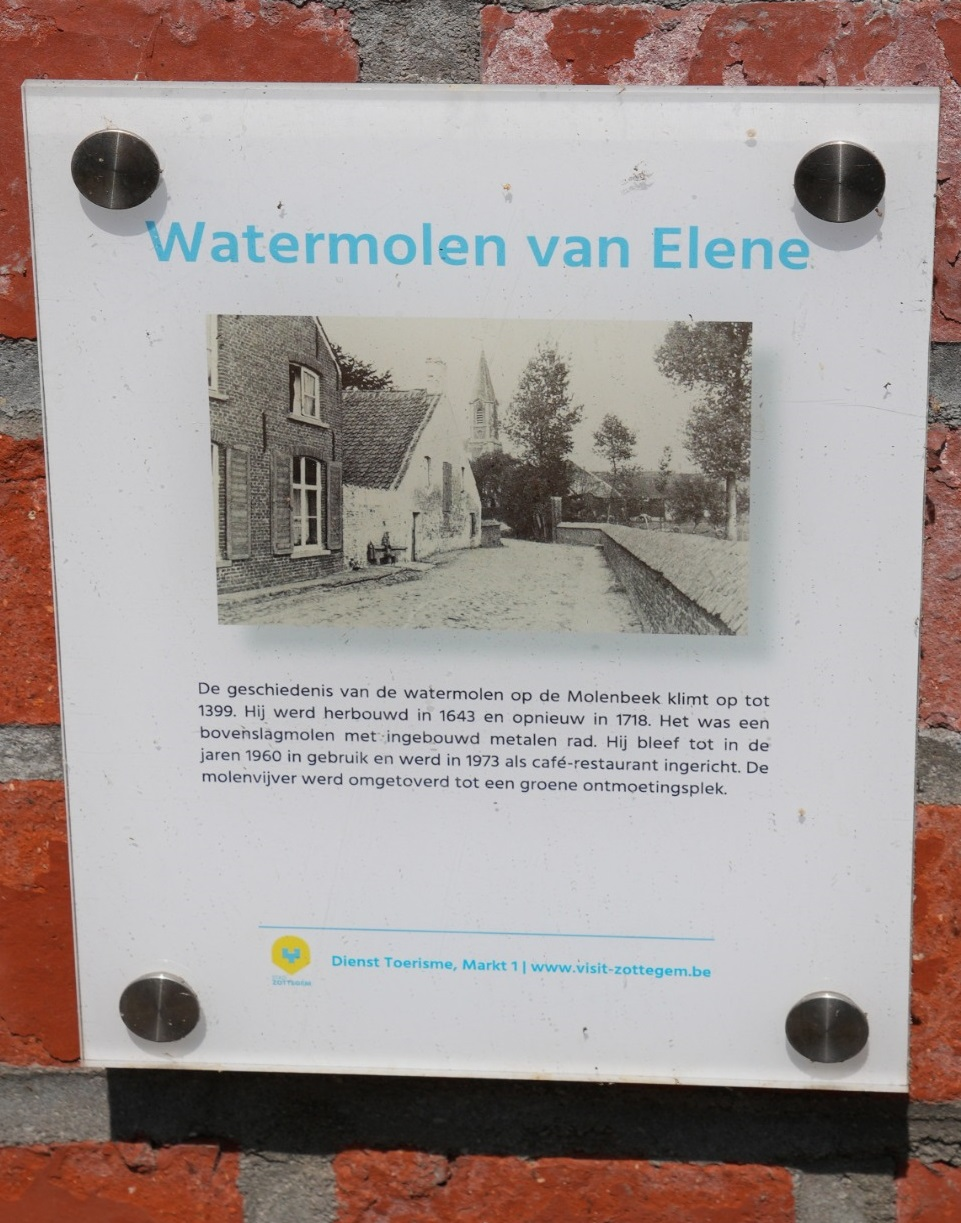
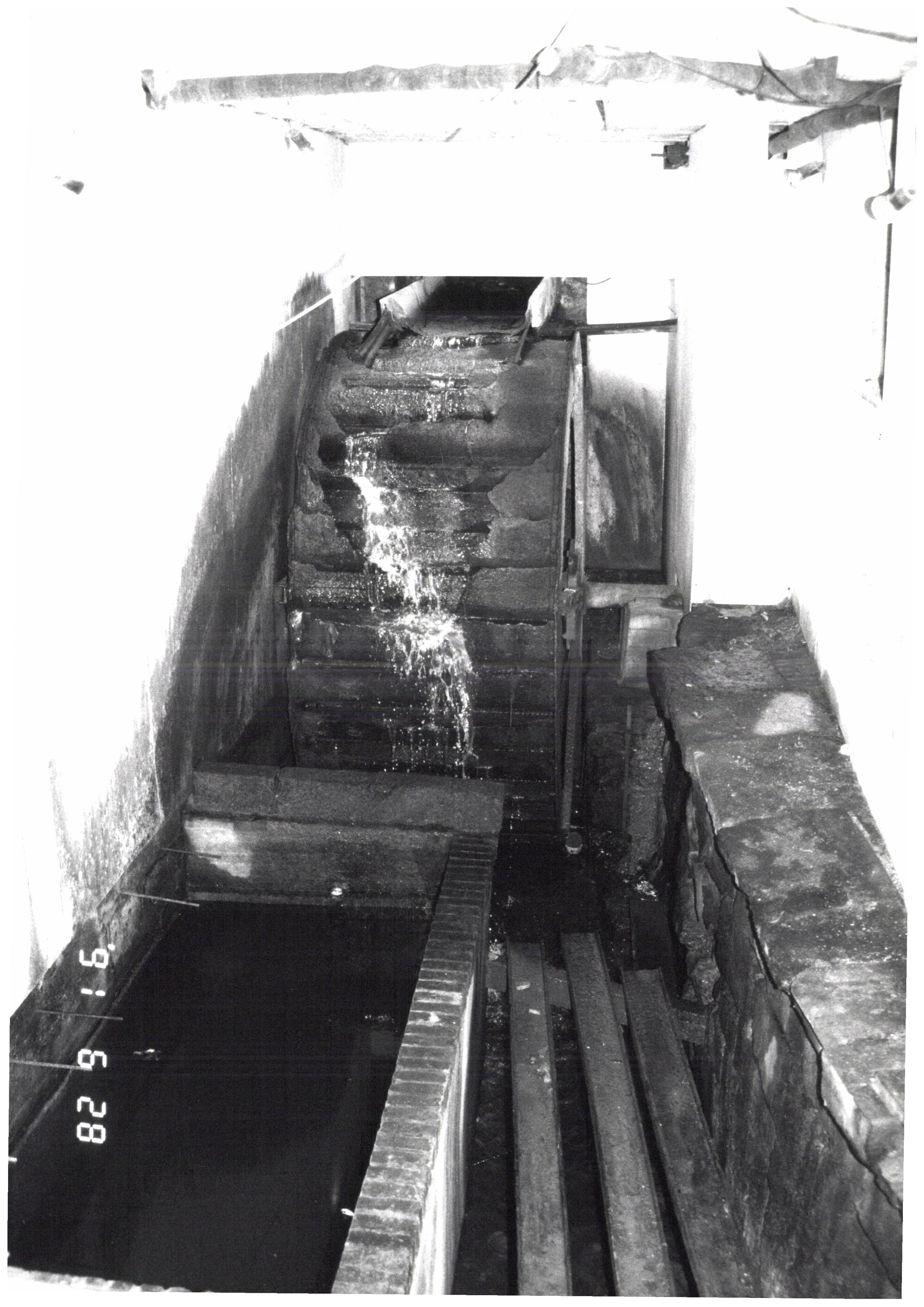
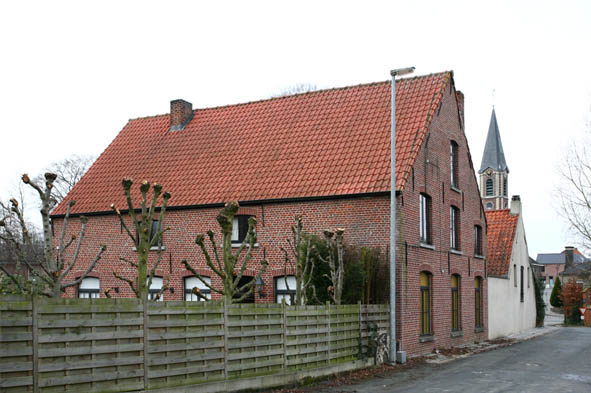
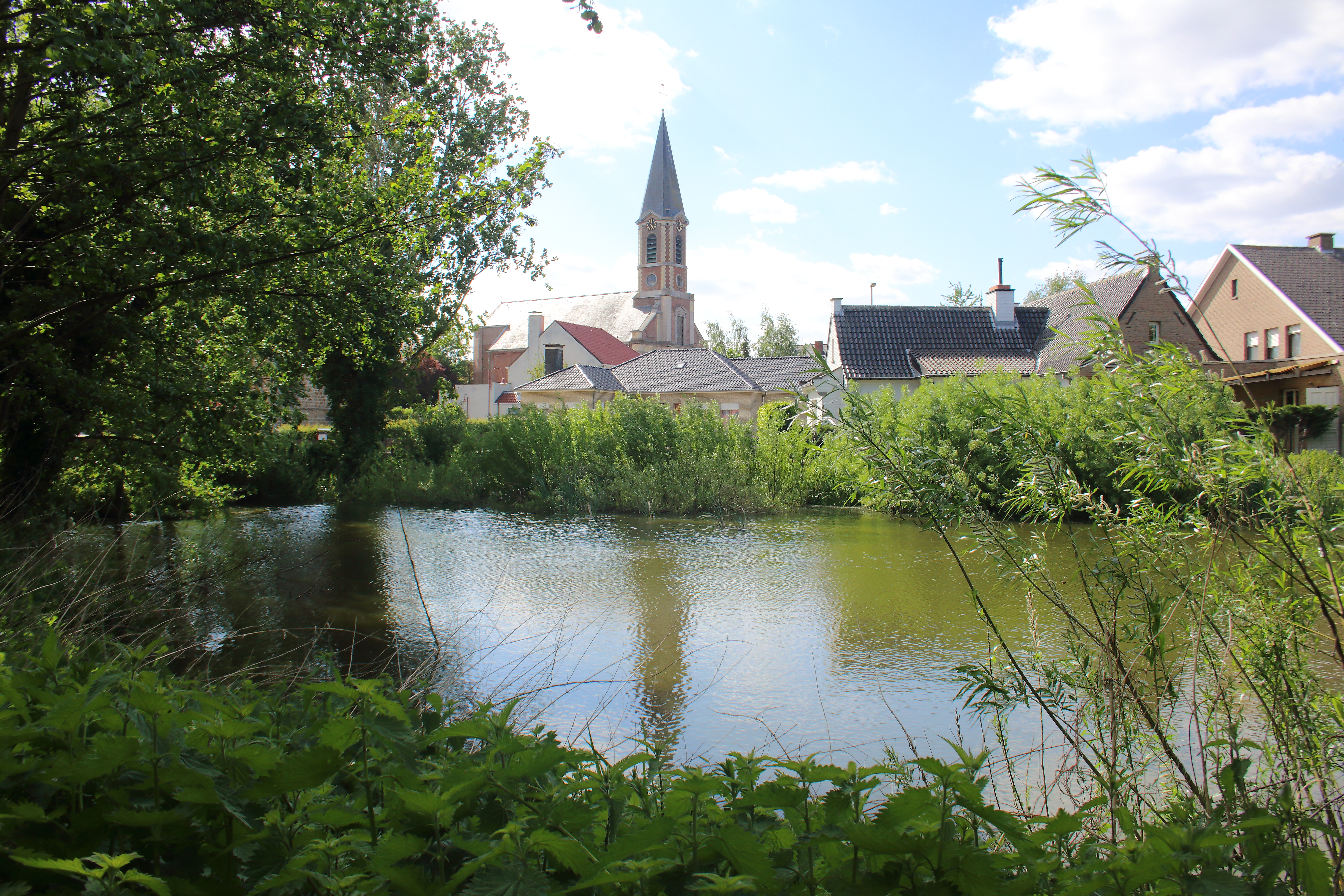